# Azatjan Açilow
Azatjan Açilow (ur. 1999) – turkmeński zapaśnik walczący w stylu klasycznym. Zajął dziewiąte miejsce na mistrzostwach Azji w 2021. Brązowy medalista igrzysk solidarności islamskiej w 2021 roku.